# Mahalapye
Mahalapye est une ville du district central du Botswana. Elle est située sur la route principale entre la capitale Gaborone à 200 km et la deuxième plus grande ville du pays, Francistown à 250 km.

## Description
Mahalapye a une gare routière, une gare ferroviaire, quelques hôtels et un marché. Il y a beaucoup de magasins, de fastfoods et de restaurants. A Mahalapye il y a des stations-services dont quelques-unes ouvrent 24/24 et 7/7.
Le siège du chemin de fer se trouve à Mahalapye ainsi que celui des prisons, l'école qui forme les gardiens et la plus grande prison. Mahalapye est à mi-chemin entre le nord et le sud du Botswana.
Parmi les villes et les villages qui se trouvent près de Mahalapye se trouve
Mmamabula, Mmaphashalala, Kudumatse, Mookane, Makwate, Palla Road, Sefhare, Palapye et Shoshong. À 60 km, au sud de Mahalapye se trouve la tropique du capricorne qui traverse le pays.
Il y a plusieurs tribus qui se trouvent à Mahalapye comme les Ngwatos, les Kalangas, les Xhosas, les Ndebeles, etc.
Pour l'administration, la ville de Mahalapye compte beaucoup sur Serowe, le Berceau du district central. Les villageois ont surnommé cette ville Mafia, Mafia's Dogg et plus récemment Taj Mahal. Il y a plusieurs quartiers à Mahalapye comme Xhosa I, Tshikinyega, Mowana, Goo-Konyana, Xhosa II, Tidimalo, Leretlwa, Madiba, Dilaene, Borotsi, Herero, Botalaote, Flowertown et Boseja. 
Le membre du parlement de Mahalapye est Joseph Molefhe. Depuis les premières élections en 1965, le parti au pouvoir , Botswana Democratic Party  BDP), a toujours gagné les élections. Le chef de Mahalapye est Tsobebe Segotsi.
Lors du recensement de 2011, Mahalapye comptait 43 289 habitants.
L'avocat Duma Boko, élu président du Botswana en novembre 2024, est né à Mahalapye.